# Paratropeza nuda
Paratropeza nuda är en tvåvingeart som beskrevs av Paramonov 1964. Paratropeza nuda ingår i släktet Paratropeza och familjen parasitflugor. Inga underarter finns listade i Catalogue of Life.